# پونتکولنت (دهانه)
پونتکولنت یک دهانه برخوردی در ماه‌ است.